# インターグループ
株式会社インターグループ（インターグループ、英: Inter Group Corp. ）は、1966年に同時通訳者の養成機関として創立したコミュニケーション・サービスのプロフェッショナル企業。異文化コミュニケーションサービスを提供。国際社会の発展と調和、世界の国々とのより良き関係の構築と相互理解への貢献を目指している。
大阪本社を大阪府大阪市北区豊崎3-20-1インターグループビルに置いている。

## 主な業務内容
- 国際会議・学会・イベント企画運営
- 通訳、翻訳、語学スペシャリスト派遣・紹介
- 自然言語処理・音声情報処理
- 通訳者・翻訳者養成
- 高度語学教育、法人語学研修
- 語学教材開発・出版

## 主要取引先
- 政府官公庁・団体、大学及び企業

## 在籍した人物
- 久米昭元